# Гюль, Касым Казым оглы
Касы́м Казы́м оглы́ Гю́ль (Касум Кязимович Гюль; азерб.  Qasım Kazım oğlu Gül; 31 декабря 1909  [13 января 1910], Шемахы, Бакинская губерния — 30 мая 1972, Баку) — советский географ, океанолог, доктор географических наук, профессор, член-корреспондент Академии наук Азербайджанской ССР.
Штурман дальнего плавания, капитан, педагог, организатор науки и образования, общественный деятель, защитник экологии и рыбных богатств и биоресурсов Каспийского моря.

## Биография
Родился 31 декабря 1909 года в городе Шамахы (полное имя Ага Касым Кербалаи Казым оглы Гюльахмедов).
В 1920—1923 годах учится в школе юнг водников Каспара (Каспийского пароходства).
В 1924 году поступил в Бакинский техникум водных путей сообщения, что в значительной степени определяет его будущую судьбу и профессию. По окончании техникума Агагасым, но уже Гюль работал некоторое время замначальника в своей же школе водников, плавал в должности помощника капитана на судах Каспара («Яков Зевин», «Чичерин»), Иранрыбы (п/х «Порт Пехлеви») в Совторгфлоте на Чёрном море (п/х «Лус»).
В начале 1930-х годов был направлен в Ленинградский институт инженеров водного транспорта (тогда ЛИИВТ), где он оказался единственным представителем из республики. С отличным дипломом инженера-педагога по судовождению он возвращается обратно домой, став первым в истории народа азербайджанцем начальником Бакинского морского техникума в 24 года. После техникума Гюль преподаёт в средней школе, а также на кафедре геофизики в Азербайджанском государственном университете, работает там же помощником проректора по учебной и научной части (1938—1941 гг.). 
Во время Великой Отечественной войны он становится политруком курсов связи НКО СССР (1941—1942 гг.), руководит местной промышленностью, назначается флаг-штурманом НКРП Аз. ССР (1942—1946 гг.).
В 1947 году защитил кандидатскую, а позже докторскую (1951) диссертации, получает звание профессора, должность заведующего кафедрой физической географии (1952—1958), проректора по науке (1954—1957).
Был назначен директором Института географии АН АзССР (1957—1962). Создал Сектор проблем Каспийского моря (и руководит им в 1957—1972 гг.), использовал экспедиционные суда «Бакуви», «Мир-Касимов», «Ширвани» и затем плавбазу с таким же названием (безвозмездно). При нём это подразделение стало известным в Советском Союзе центром подготовки научных кадров, океанологов-каспиеведов.
В 1969 году был избран членом-корреспондентом Академии наук Азербайджанской ССР.
Был председателем Географического общества Азербайджанской ССР (1953—1970), а также Комиссии Хазар АН Азербайджанской ССР (1953—1972). Участник и организатор общесоюзных и республиканских конференций по проблемам Каспия, участвовал в двух международных океанографических конгрессах в Нью-Йорке (1959) и Стокгольме (1960) с докладами о проблемах Каспия.

## Память
Память о нём сохраняется и в Каспийском пароходстве, где начиная с 1986, трудится паром «профессор Гюль».

## Публикации
Основные труды:
- Азербайджанско-русский словарь морских терминов. — Баку, 1942;
- Пути использования водных ресурсов Азербайджанской ССР в сельском хозяйстве" на азербайджанском языке. — Баку, 1954;
- Гидрология районов морских нефтяных месторождений Западного побережья Каспийского моря. — Баку, 1955;
- Каспийское море. — Баку, 1956;
- Режим волнения, динамика берегов и дна моря у Западного побережья Каспия. — Баку, 1956;
- Справочник для судоводителя Каспийского моря, 1957;
- Антарктика. — Баку, 1958;
- Путеводитель по Каспию. — Баку, 1959;
- Природа Дагестана. — Баку, 1959;
- География Дагестанской АССР (Dağıstan MSSR-in coğrafiyası, Bakı), 1959;
- Метеорология и климатология (Meteorologiya və iqlimşünaslıq. Bakı), 1960;
- Толковый словарь географических названий Азербайджанской ССР. Баку, 1960 (в соавторстве);
- Каспийское море. София, 1961 (совм. с К. П. Тилевым);
- Южное (Иранское) побережье Каспия. — Баку, 1962;
- Проблема Каспия.;
- Каспийское море. Реферативный сборник. Баку, 1970 (в соавторстве);
- Библиографический аннотированный справочник по Каспийскому морю. Баку, 1970 (в соавторстве).
- Физическая география (для 7-8 классов средней школы);
- Физические процессы в Каспийском море в связи с колебаниями его уровня (в соавторстве). — Баку, 1971.